# 松崎 (市原市)
松崎（まつざき）は、千葉県市原市の三和地区にある大字。郵便番号は290-0217。

## 概要
市原市中央部の三和地区にある。東部は養老川沿いの水田地帯、西部は丘陵沿いに畑や針葉樹林が広がっており、中央部に集落が形成されている。

## 地理
北から東は磯ケ谷、南は土宇、西は二日市場と接する。

## 世帯数と人口
2022年4月1日現在の世帯数と人口は以下の通りである。
| 町丁字 | 世帯数  | 人口  |
| ------ | ------- | ----- |
| 松崎   | 158世帯 | 359人 |

## 通学区域
市立小中学校及び県立高等学校に通う場合の通学区域は以下の通りである。
| 町丁字 | 番地 | 小学校             | 中学校             | 県立高校 |
| ------ | ---- | ------------------ | ------------------ | -------- |
| 松崎   | 全域 | 市原市立養老小学校 | 市原市立三和中学校 | 第9学区  |

## 施設
- 市原市立養老小学校
- 春日神社
- 神照寺
- 円成寺
- 千葉セントラルゴルフクラブ（一部）

## 交通
東部を県道13号市原茂原線が通る。